# كلية الرشيد الجامعة
كلية الرشيد الجامعة وهي كلية اهلية عراقية تقع في بغداد تأسست سنة 2005 لكنها حصلت على اعتراف وزارة التعليم العالي والبحث العلمي العراقية في عام 2010.

## أقسام الكلية
تضم الكلية 9 أقسام:
- قسم القانون
- قسم اللغة العربية
- قسم التاريخ
- قسم الصيدلة
- تقنيات التحليلات المرضية
- قسم علوم الحياة
- قسم طب الأسنان
- قسم هندسة تقنيات الحاسوب
- قسم العلوم المصرفية والمالية

## رابط موقع الكلية على الانترنيت
\* كلية الرشيد الجامعة
- [www.alrasheed-pharmacy.com/ قسم الصيدلة]